# Álvaro del Peral
Álvaro del Peral López (* 16. April 1937) ist ein ehemaliger mexikanischer Fußballspieler auf der Position eines Stürmers. 

## Laufbahn
Del Peral begann seine fußballerische Laufbahn beim San Luis FC, der zwischen 1957/58 und 1960/61 in der zweiten Liga spielte. Als der Verein sich 1961 zum ersten Mal aus dem Profifußball zurückzog, wechselte Del Peral zum Ligarivalen Refinería Madero, mit dem er in den folgenden drei Spielzeiten jeweils nur knapp den Aufstieg in die höchste Spielklasse verpasste. In der vierten Saison (1964/65), zu deren Beginn Catarino Tafoya nach zwei Jahren in Guadalajara nach Ciudad Madero zurückkehrte, gelang der lang ersehnte Aufstieg ins Fußballoberhaus. Entscheidenden Anteil hieran hatte das aus Del Peral und Tafoya bestehende Strumduo und die Tatsache, dass die Mannschaft in allen 30 Meisterschaftsspielen ungeschlagen blieb. Am Ende hatte die Mannschaft aus Ciudad Madero einen Vorsprung von acht Punkten auf die Petroleros de Poza Rica.
Das Sturmduo bestritt auch die beiden kommenden Spielzeiten in der ersten Liga für den inzwischen in CF Madero umbenannten Verein, konnte den Abstieg am Ende der Saison 1966/67 aber auch nicht verhindern.

## Erfolge
- Mexikanischer Zweitliga-Meister: 1964/65